# Шлёмер, Хельмут
Хельмут Шлёмер (20 мая 1893, Хаусберг на Везере близ Миндена — 18 августа 1995, Минден-Люббекке) — немецкий офицер, генерал-лейтенант во время Второй мировой войны.

## Биография
Вступил в армию в 1913 году, служил офицером во время Первой мировой войны. После войны был принят в рейхсвер и служил в различных частях. В 1935 году работал преподавателем в Мюнхенском военном училище. В начале Второй мировой войны командовал 3-й моторизованной дивизией.
Позже возглавил 14-й танковый корпус, в составе 6-й армии. Во время Сталинградской битвы генерал-лейтенант Шлёмер капитулировал 29 января 1943 года, не дожидаясь приказа Паулюса.
Шлёмер был одним из пятидесяти генералов, подписавших обращение «К народу и вермахту» с призывом к прекращению войны и тирании Гитлера. 1949 году был освобожден из плена.

## Награды
- Железный крест (1914 г.) 2-й и 1-й степени
- Нагрудный знак (1918 г.) в серебре
- Застежка для Железного креста 2-й и 1-й степени (1939 г.)
- Рыцарский крест Железного креста с дубовыми листьями[5]
  - Рыцарский крест на 2. Октябрь 1941 г.
  - Дубовые листья на 22. Декабрь 1942 г. (161. Награда)